# Campeonato Uruguayo de Segunda División Amateur 2014-15
El Campeonato Uruguayo de Segunda División Amateur 2014-15 es la 43ª edición del torneo de tercera categoría del fútbol uruguayo, tomando en cuenta de forma continua desde la creación de la Primera "C" en 1972.
Son 12 los equipos que participan en esta temporada, uno más que la edición anterior, tras las altas de Los Halcones de Nueva España y el regreso de Artigas de La Teja; por el otro lado Villa Española ascendió por ser el último campeón a Segunda División Profesional.
Oriental de La Paz fue el campeón logrando el ascenso a la Segunda División Profesional para la temporada 2015-16, luego de haber logrado todos los campeonatos de la temporada: el Torneo Apertura, la Liguilla y la Tabla Anual.

## Equipos participantes

### Relevos temporada anterior
| Club    | Descendido como |
| ------- | --------------- |
| No hubo |                 |

| Club         | Ascendido como |
| ------------ | -------------- |
| Artigas      | Reafiliado     |
| Los Halcones | Afiliado       |

| Club    | Ascendido como |
| ------- | -------------- |
| No hubo |                |

| Club           | Ascendido como                           |
| -------------- | ---------------------------------------- |
| Villa Española | Campeón Segunda División Amateur 2013-14 |

### Datos de los equipos
Notas: en esta edición participan tres clubes que jugaron en Primera División: Basáñez (dos temporadas) y Colón (una profesional, tres en la era amateur) participaron durante el profesionalismo; mientras que Albion lo hizo solamente en la era amateur (seis temporadas). De todos los equipos participantes solamente los jóvenes clubes de Potencia (esta será su quinta participación) y Los Halcones (debutante absoluto en competencias AUF) aún no han podido jugar en una categoría superior.
|  | Club               |  | Ciudad     | Estadio         | Capacidad | Fundación               | Temp. 1° Div. | Temp. 3° Div. | Camp. 3° Div. | 2013/14  |
|  | ------------------ |  | ---------- | --------------- | --------- | ----------------------- | ------------- | ------------- | ------------- | -------- |
|  | Albion             |  | Montevideo | -               | -         | 1 de junio de 1891      | 6             | ?             | -             | 8°       |
|  | Alto Perú          |  | Montevideo | -               | -         | 1 de mayo de 1940       | -             | ?             | -             | 10°      |
|  | Artigas            |  | Montevideo | -               | -         | 8 de marzo de 1927      | -             | ?             | -             | No part. |
|  | Basáñez            |  | Montevideo | La Bombonera    | 5.000     | 1 de abril de 1920      | 2             | ?             | 1             | 3°       |
|  | Colón              |  | Montevideo | Parque Suero    | 2.000     | 12 de marzo de 1907     | 4             | ?             | 2             | 9°       |
|  | Los Halcones       |  | Montevideo | -               | -         | 20 de noviembre de 2013 | -             | ?             | -             | No part. |
|  | Mar de Fondo       |  | Montevideo | -               | -         | 25 de agosto de 1934    | -             | ?             | -             | 11°      |
|  | Oriental           |  | La Paz     | Parque Oriental | 1.500     | 24 de junio de 1924     | -             | ?             | 3             | 2°       |
|  | Platense           |  | Montevideo | -               | -         | 1 de mayo de 1935       | -             | ?             | 3             | 6°       |
|  | Potencia           |  | Montevideo | -               | -         | 13 de febrero de 2001   | -             | ?             | -             | 4°       |
|  | Salus              |  | Montevideo | Parque Salus    | 4.000     | 10 de abril de 1928     | -             | ?             | 2             | 7°       |
|  | Uruguay Montevideo |  | Montevideo | Parque ANCAP    | 3.000     | 5 de enero de 1921      | -             | ?             | 2             | 5°       |

Notas: Las fechas de fundación de los equipos son las declaradas por los propios clubes implicados. La columna "estadio" refleja los estadios habilitados para la disputa del campeonato, mientras que los clubes con guion (-) no tienen un escenario deportivo en condiciones.
Solamente Basañez, Colón, Oriental, Salus y Uruguay Montevideo poseen estadios utilizables, el resto juega sus partidos de local en cualquiera de esos 5 escenarios habilitados. Es posible que algunos partidos (especialmente los decisivos) se disputen en escenarios de mayor jerarquía (pertenecientes a clubes de categorías superiores).

## Apertura

### Fixture
| Platense           | 1:1 | Salus        | La Bombonera | 4 de octubre | 13:30 |
| Mar de Fondo       | 0:2 | Oriental     | Parque Suero | 4 de octubre | 13:30 |
| Artigas            | 0:1 | Albion       | Parque Ancap | 4 de octubre | 13:30 |
| Basáñez            | 3:3 | Potencia     | La Bombonera | 4 de octubre | 16:30 |
| Uruguay Montevideo | 3:0 | Los Halcones | Parque Ancap | 4 de octubre | 16:30 |
| Colón              | 1:5 | Alto Perú    | Parque Suero | 4 de octubre | 16:30 |

| Alto Perú          | 0:0 | Potencia     | Parque Salus    | 11 de octubre | 14:00 |
| Los Halcones       | 1:2 | Artigas      | La Bombonera    | 11 de octubre | 14:00 |
| Uruguay Montevideo | 0:0 | Albion       | Parque Ancap    | 11 de octubre | 16:00 |
| Oriental           | 0:0 | Platense     | Parque Oriental | 11 de octubre | 16:00 |
| Salus              | 1:2 | Mar de Fondo | Parque Salus    | 11 de octubre | 17:00 |
| Basáñez            | 5:0 | Colón        | La Bombonera    | 11 de octubre | 17:00 |

| Artigas   | 1:0 | Salus              | Parque Ancap | 18 de octubre | 14:00 |
| Albion    | 2:1 | Basáñez            | Parque Suero | 18 de octubre | 14:00 |
| Alto Perú | 1:5 | Mar de Fondo       | Parque Ancap | 18 de octubre | 17:00 |
| Colón     | 0:0 | Uruguay Montevideo | Parque Suero | 18 de octubre | 17:00 |
| Platense  | 5:1 | Los Halcones       | La Bombonera | 19 de octubre | 14:00 |
| Potencia  | 1:1 | Oriental           | La Bombonera | 19 de octubre | 17:00 |

| Platense           | 0:0 | Potencia     | Parque Salus    | 1 de noviembre | 15:00 |
| Mar de Fondo       | 0:3 | Artigas      | Parque Suero    | 1 de noviembre | 15:00 |
| Salus              | 0:2 | Los Halcones | Parque Salus    | 1 de noviembre | 17:00 |
| Colón              | 1:2 | Albion       | Parque Suero    | 1 de noviembre | 17:00 |
| Oriental           | 4:0 | Alto Perú    | Parque Oriental | 2 de noviembre | 18.00 |
| Uruguay Montevideo | 0:0 | Basáñez      | Parque Ancap    | 2 de noviembre | 18.00 |

| Mar de Fondo | 1:2 | Albion             | Parque Salus | 7 de noviembre | 15:00 |
| Potencia     | 2:0 | Colón              | Parque Ancap | 7 de noviembre | 15:00 |
| Los Halcones | 2:3 | Oriental           | La Bombonera | 7 de noviembre | 15:00 |
| Basáñez      | 2:1 | Platense           | La Bombonera | 7 de noviembre | 18:00 |
| Artigas      | 3:3 | Uruguay Montevideo | Parque Salus | 7 de noviembre | 18:00 |
| Alto Perú    | 0:3 | Salus              | Parque Ancap | 7 de noviembre | 18:00 |

| Albion             | 0:1 | Potencia     | Parque Ancap    | 15 de noviembre | 15:00 |
| Uruguay Montevideo | 3:0 | Mar de Fondo | Parque Ancap    | 15 de noviembre | 18:00 |
| Platense           | 3:1 | Colón        | Parque Oriental | 16 de noviembre | 15:00 |
| Los Halcones       | 1:3 | Alto Perú    | La Bombonera    | 16 de noviembre | 15:00 |
| Basáñez            | 1:0 | Artigas      | La Bombonera    | 16 de noviembre | 18:00 |
| Oriental           | 3:0 | Salus        | Parque Oriental | 16 de noviembre | 18:00 |

| Salus        | 0:2 | Uruguay Montevideo | Parque Salus | 19 de noviembre | 18:00      |
| Mar de Fondo | 1:4 | Basáñez            | Parque Salus | 20 de noviembre | 15:00      |
| Alto Perú    | 4:0 | Artigas            | Parque Suero | 20 de noviembre | 15:00      |
| Colón        | 0:2 | Oriental           | Parque Suero | 20 de noviembre | 18:00      |
| Potencia     | 2:0 | Los Halcones       | Parque Salus | 20 de noviembre | 18:00      |
| Albion       | 2:0 | Platense           | No se jugó   | No se jugó      | No se jugó |

| Mar de Fondo       | 4:0 | Colón     | Parque Salus | 22 de noviembre | 15:00      |
| Artigas            | 0:6 | Oriental  | Parque Salus | 22 de noviembre | 18:00      |
| Potencia           | 1:0 | Salus     | Parque Ancap | 23 de noviembre | 15:00      |
| Los Halcones       | 1:6 | Albion    | La Bombonera | 23 de noviembre | 15:00      |
| Basáñez            | 2:0 | Alto Perú | La Bombonera | 23 de noviembre | 18:00      |
| Uruguay Montevideo | 2:0 | Platense  | No se jugó   | No se jugó      | No se jugó |

| Colón     | 1:0 | Los Halcones       | Parque Ancap    | 4 de diciembre | 15:00      |
| Alto Perú | 0:2 | Uruguay Montevideo | Parque Salus    | 4 de diciembre | 15:00      |
| Salus     | 2:0 | Albion             | Parque Salus    | 4 de diciembre | 18:00      |
| Artigas   | 0:5 | Potencia           | Parque Ancap    | 4 de diciembre | 18:00      |
| Oriental  | 1:6 | Basáñez            | Parque Oriental | 4 de diciembre | 18:00      |
| Platense  | 0:2 | Mar de Fondo       | No se jugó      | No se jugó     | No se jugó |

| Albion             | 1:3 | Oriental     | Parque Ancap | 6 de diciembre | 15:00      |
| Mar de Fondo       | 0:2 | Los Halcones | Parque Suero | 6 de diciembre | 15:00      |
| Colón              | 0:1 | Artigas      | Parque Suero | 6 de diciembre | 18:00      |
| Uruguay Montevideo | 0:0 | Potencia     | Parque Ancap | 6 de diciembre | 18:00      |
| Basáñez            | 4:1 | Salus        | La Bombonera | 6 de diciembre | 18:00      |
| Alto Perú          | 2:0 | Platense     | No se jugó   | No se jugó     | No se jugó |

| Salus        | 4:1 | Colón              | Parque Salus    | 14 de diciembre | 15:00      |
| Potencia     | 1:0 | Mar de Fondo       | Parque Salus    | 14 de diciembre | 18:00      |
| Oriental     | 2:0 | Uruguay Montevideo | Parque Oriental | 14 de diciembre | 18:00      |
| Los Halcones | 1:2 | Basáñez            | Parque Ancap    | 14 de diciembre | 18:00      |
| Albion       | 1:0 | Alto Perú          | La Bombonera    | 14 de diciembre | 18:00      |
| Artigas      | 2:0 | Platense           | No se jugó      | No se jugó      | No se jugó |

### Posiciones
| Pos                                                         | Equipo             | PJ | PG | PE | PP | GF | GC | Dif | Pts |
| ----------------------------------------------------------- | ------------------ | -- | -- | -- | -- | -- | -- | --- | --- |
| 1°                                                          | Basáñez            | 11 | 8  | 2  | 1  | 30 | 10 | +20 | 26  |
| 2°                                                          | Oriental           | 11 | 8  | 2  | 1  | 27 | 10 | +17 | 26  |
| 3°                                                          | Potencia           | 11 | 6  | 5  | 0  | 16 | 4  | +12 | 23  |
| 4°                                                          | Albion             | 11 | 7  | 1  | 3  | 17 | 10 | +7  | 22  |
| 5°                                                          | Uruguay Montevideo | 11 | 5  | 5  | 1  | 15 | 5  | +10 | 20  |
| 6°                                                          | Artigas            | 11 | 5  | 1  | 5  | 12 | 21 | -9  | 16  |
| 7°                                                          | Alto Perú          | 11 | 4  | 1  | 6  | 15 | 19 | -4  | 13  |
| 8°                                                          | Mar de Fondo       | 11 | 4  | 0  | 7  | 15 | 20 | -5  | 12  |
| 9°                                                          | Salus              | 11 | 3  | 1  | 7  | 12 | 17 | -5  | 10  |
| 10°                                                         | Platense           | 11 | 2  | 3  | 6  | 10 | 15 | -5  | 8   |
| 11°                                                         | Los Halcones       | 11 | 2  | 0  | 9  | 11 | 27 | -16 | 6   |
| 12°                                                         | Colón              | 11 | 1  | 1  | 9  | 5  | 28 | -23 | 4   |
| Última actualización: 20 de diciembre de 2014 18:31 (GMT-2) |                    |    |    |    |    |    |    |     |     |

|  | |
|  | Ganador del Torneo Apertura, clasifica a la Liguilla y a la Final para el Ascenso a Segunda División. |
|  | Clasificado a la Liguilla para la Final.                                                              |

### Partido de desempate
| Basáñez                                     | 1:2 | Oriental | Méndez Piana | 20 de diciembre | 16:30 |
| Oriental es el ganador del Torneo Apertura. |     |          |              |                 |       |

## Liguilla

### Fixture
| Basáñez  | 2:1 | Potencia | Obdulio Varela | 8 de marzo | 15:30 |
| Oriental | 2:0 | Albion   | Parque Ancap   | 8 de marzo | 15:30 |

| Albion   | 2:3 | Basáñez  | Obdulio Varela | 15 de marzo | 13:00 |
| Potencia | 1:3 | Oriental | Obdulio Varela | 15 de marzo | 16:00 |

| Potencia | 1:2 | Albion   | Parque Ancap   | 22 de marzo | 15:30 |
| Basáñez  | 0:0 | Oriental | Obdulio Varela | 22 de marzo | 15:30 |

| Potencia | 4:3 | Basáñez  | Parque Ancap   | 29 de marzo | 15:30 |
| Albion   | 2:1 | Oriental | Obdulio Varela | 29 de marzo | 15:30 |

| Oriental | 2:1 | Potencia | Parque Ancap   | 5 de abril | 15:30 |
| Basáñez  | 2:2 | Albion   | Obdulio Varela | 5 de abril | 15:30 |

| Albion   | 4:2 | Potencia | Obdulio Varela | 12 de abril | 15:30 |
| Oriental | 3:0 | Basáñez  | Palermo        | 12 de abril | 15:30 |

### Posiciones de la Liguilla
| Pos                                                     | Equipo   | PJ | PG | PE | PP | GF | GC | Dif | Pts |
| ------------------------------------------------------- | -------- | -- | -- | -- | -- | -- | -- | --- | --- |
| 1°                                                      | Oriental | 6  | 4  | 1  | 1  | 11 | 4  | +7  | 13  |
| 2°                                                      | Albion   | 6  | 3  | 1  | 2  | 12 | 11 | +1  | 10  |
| 3°                                                      | Basáñez  | 6  | 2  | 2  | 2  | 10 | 12 | -2  | 8   |
| 4°                                                      | Potencia | 6  | 1  | 0  | 5  | 10 | 16 | -6  | 3   |
| Última actualización: 12 de abril de 2015 21:22 (GMT-3) |          |    |    |    |    |    |    |     |     |

|  |                                                                                      |
|  | Ganador de la Liguilla, clasifica a la Semifinal para el Ascenso a Segunda División. |

### Posiciones de la Tabla Anual
La Tabla Anual suma los puntos obtenidos en el Apertura y la Liguilla.
| Pos                                                     | Equipo   | PJ | PG | PE | PP | GF | GC | Dif | Pts |
| ------------------------------------------------------- | -------- | -- | -- | -- | -- | -- | -- | --- | --- |
| 1°                                                      | Oriental | 17 | 12 | 3  | 2  | 38 | 14 | +24 | 39  |
| 2°                                                      | Basáñez  | 17 | 10 | 4  | 3  | 40 | 22 | +18 | 34  |
| 3°                                                      | Albion   | 17 | 10 | 2  | 5  | 29 | 21 | +8  | 32  |
| 4°                                                      | Potencia | 17 | 7  | 5  | 5  | 26 | 20 | +6  | 26  |
| Última actualización: 12 de abril de 2015 21:22 (GMT-3) |          |    |    |    |    |    |    |     |     |

|  |                                                                                     |
|  | Ganador de la Tabla Anual, clasifica a la Final para el Ascenso a Segunda División. |

## Finales
No fue necesario disputar finales porque Oriental fue campeón tanto del Torneo Apertura, de la Liguilla y de la Tabla Anual; por lo tanto fue campeón de toda la temporada y logró el ascenso a Segunda División Profesional 2015-16.
|                                                                           |
| Uruguay                                                                   |
| Campeón Uruguayo de Segunda División Amateur 2014-15 Oriental 4.to título |